# Eucd.info
 (août 2020).
Si vous disposez d'ouvrages ou d'articles de référence ou si vous connaissez des sites web de qualité traitant du thème abordé ici, merci de compléter l'article en donnant les références utiles à sa vérifiabilité et en les liant à la section « Notes et références ».
Eucd.info est un site web créé en décembre 2002 par la FSF France afin :
- d'informer des conséquences économiques et sociales de la directive EUCD,
- de proposer des solutions alternatives
- de contribuer à l'évolution de l'acquis communautaire sur le droit d'auteur.

En particulier, ce site poursuit son action envers la loi DADVSI, transposition en droit français de la directive européenne EUCD, désormais adoptée.
Ce site présente une série d'informations produite par la FSF France contre ce projet de loi, ainsi qu'une pétition demandant son retrait.